# 北海道道31号音更池田線
北海道道31号音更池田線（ほっかいどうどう31ごう おとふけいけだせん）は、北海道河東郡音更町と中川郡池田町を結ぶ道道（主要地方道）である。

## 概要

### 路線データ
- 起点：北海道河東郡音更町東音更幹東1線12号（国道241号交点）
- 終点：北海道中川郡池田町信取（国道242号交点）
- 総延長：22.120 km[1]
- 実延長：22.084 km[1]
- 重用延長：0.036 km[1]
- 未舗装延長：0.015 km[1]

## 歴史
- 1954年（昭和29年）3月30日 - 87号として路線認定[2]。
- 1993年（平成5年）5月11日 - 建設省から、道道音更池田線が音更池田線として主要地方道に指定される[3]。
- 1994年（平成6年）10月1日 - 路線番号を31号に変更[4]。

## 路線状況

### 重複区間
- 北海道道316号上士幌音更線：音更町東音更東6線12号 - 音更町東音更東7線12号

## 地理

### 通過する自治体
- 十勝総合振興局
  - 河東郡音更町
  - 中川郡池田町

### 交差する道路
音更町
- 国道241号 - 東音更幹東1線12号（起点）
- 北海道道316号上士幌音更線 - 東音更東
- 北海道道498号長流枝内木野停車場線 - 長流枝幹線

池田町
- 国道242号 - 信取（終点）